# Воробей Марія Іванівна
Марія Іванівна Воробей (нар. 29 березня 1953 у с. Соболівка Броварського району Київської області) — українська поетеса, прозаїк, драматург. Членкиня НСПУ (з 1998). 

## Життєпис
Закінчила Літківську середню школу, філологічний факультет Київського державного університету імені Тараса Шевченка (1976). Працювала на видавничій роботі, вчителювала в Броварах.
В 1980—1990 — керівник літературно-мистецького об'єднання «Криниця»; від 1990 — директор майстерень народних ремесел «Веретено» (Київ).
Працювала головою приймальної комісії Київської письменницької організації (2018-2019) з 2022 року - секретар приймальної комісії  НСПУ.
Має премію імені Грицька Чупринки, різні відзнаки, зокрема "Коронації слова" за драму "Іоан Росос".
Перебувала певний час в  Греції. Нині постійно живе в Україні.

## Творчість
З 1980 друкується в періодиці, поетичних  альманахах, антологіях. Авторка поетичних збірок:
- «Любич» (1988, видавництво «Радянський письменник»),
- «Жертовник» (1995),
- «Під небом Акропольським» (2000),
- «Наділ» (2003),
- «На торжищі душ» (2004).
- "Афінська драма" (2004).
- "Прихисток духів" (2007).
- "Княгиня гір" (2023).

Авторка книг прози «Досвітки» (2004) та "Над вертепом" (2007), "Ми вдячні небесам, що ти була із нами..." (2016).

## Відзнаки
Лауреат літературної премії імені Грицька Чупринки за вибране "На торжищі душ".
"Коронація слова" за драму "Іоан Росос".